# Congo Portuguès
El Congo Portuguès (modern districte -o enclavament- de Cabinda, també escrit Kabinda, i localment anomenat com Tchiowa) fou un protectorat portuguès que després fou incorporat administrativament a Angola, restant encara unida a aquesta quan va esdevenir independent l'11 de novembre de 1975. La capital fou la ciutat de Cabinda. El Congo portuguès fou la fusió de tres regnes: N'Goyo, Loango i Kakongo. El tractat de Simulambuco el 1885, va establir el protectorat, que Portugal va acabar incomplint. La seva superfície era de 7.270 km². La població va anar variant al llarg dels anys, sent les primeres estadístiques bastant tardanes i el 1950 apareix amb 50.506 habitants. La capital Cabinda tenia 11.200 habitants cap a 1910. La cordillera de Chiloango dividia el territori en dos parts, la del nord o Masabi i la del sud o Cabinda,

## Domini portuguès
Exploradors portuguesos, missioners i comerciants van arribar a la desembocadura del riu Congo a la meitat del segle xv, fent contacte amb el Manicongo, el poderós rei de la tribu bakongo. El Manicongo controlava gran part de la regió a través de l'afiliació de regnes més petits, com els regnes de Ngoyo, Loango i Kakongo en l'actual enclavament de Cabinda.
Amb els anys, a partir del segle xvi i XVII, els portuguesos, holandesos i anglesos van establir llocs comercials, punts d'abastiment i petites fàbriques de processament d'oli de palma a Cabinda. El comerç va continuar als segles XVI, XVII i XVIII i la presència europea va créixer, donant lloc a conflictes entre les potències colonials rivals.
La primera manifestació de sobirania de Portugal a la zona fou el tractat signat el febrer de 1885 a Simulanbuco, que constituïa el protectorat portuguès del Congo sota la petició de "els prínceps i governadors de Cabinda". Això és sovint la base sobre la qual es construeixen els arguments jurídics i històrics en defensa de l'autodeterminació de la moderna Cabinda. L'article 1, per exemple, afirma, "els prínceps i caps i els seus successors declaren, de manera voluntària, el seu reconeixement de la sobirania portuguesa, col·locant sota el protectorat d'aquesta nació tots els territoris governats per ells" [sic]. Article 2. "Portugal està obligat a mantenir la integritat dels territoris sota llur protecció". Així el Congo Portuguès fou constituït pels regnes protegits de Ngoio (Ngoyo), Loango i Cacongo (Kakongo). Fins aleshores la frontera natura del protectorat amb el territori portuguès d'Angola fou el riu Congo sense altra separació, però la Conferència de Berlín aquell mateix any va concedir una sortida a mar a l'Estat Lliure del Congo (una franja de 30 km), que va separar el Congo Portuguès de Angola. El 1886 fou designat el primer governador portuguès, el capità de fragata Neves Ferreira.

## Fusió administrativa amb Angola
A mitjans de la dècada de 1920, les fronteres d'Angola havien estat finalment establert en les negociacions amb les potències colonials veïnes i des de llavors, Cabinda va ser tractada com a part (un districte) d'aquesta colònia però de fet ja abans el governador del Congo Portuguès era considerat depenent del governador d'Angola (almenys jeràrquicament). La Constitució portuguesa de 1.933 encara distingeix entre la colònia d'Angola i el protectorat del Congo Portuguès, però no obstant això, quan Angola va ser declarada una "província d'ultramar" (Província Ultramarina) dins de l'imperi de Portugal el 1951, el Congo Portuguès, amb el nom de Cabinda, va ser tractat com un districte ordinari d'Angola. El 1956 l'administració del districte va ser traslladada al governador general d'Angola. La distinció legal de l'estatus de Cabinda de la d'Angola també s'expressa en la Constitució portuguesa de 1971.
Sota el govern portuguès, Cabinda es va desenvolupar com un important centre agrícola i forestal, i el 1967 es va descobrir enormes jaciments de petroli en alta mar. El petroli, la fusta, i el cacau eren els seus principals exportacions en aquells dies. La ciutat de Cabinda, la capital del territori, va ser un centre administratiu i de serveis portuguès amb un port i aeroport. Les platges de Cabinda eren populars entre els angolesos portuguesos.